# この小さな手
『この小さな手』（このちいさなて）は、原作：郷田マモラ・作画：吉田浩による日本の漫画作品。WEB雑誌「マンガ on ウェブ」（佐藤漫画製作所）第4号（2016年1月）から、第10号（2017年7月）まで連載された。
娘に関心がなく育児を妻に任せきりだったイラストレーターの男性が、妻が事故で意識不明の状態で入院し、児童養護施設に引き取られてしまった娘を取り戻そうとする中で、親であることの意味や責任、そして喜びを知っていく姿が描かれる。
2023年4月8日に実写映画が公開された。

## あらすじ
吉村和真は、プロのイラストレーターとして何とか生計を立てられるようになり、駆け落ちでやって来た東京で、妻・小百合と3歳の娘・ひなと暮らしている。
ある雨の日の夜、買い物に出た小百合が足を滑らせ崖下に転落、意識不明の状態で入院してしまう。接待で飲んでいた和真は翌日の昼まで居酒屋で眠り込んでおり、翌朝1人で目を覚ましたひなは児童相談所を経由し児童養護施設に一時的に預けられてしまう。
和真は児童相談所に行くが、これまで子育てに関わらず、一人で子育てする自信がない和真は長期入園を希望し、児童相談所の相談員・高原夏実も和真には育児能力がないと判断したため、ひなはそのまま児童養護施設に残ることになってしまう。
その後、小百合の意識は戻らないまま時間だけが過ぎ、和真は次第に自暴自棄になっていくが、やがてアパートの大家の葉山夫妻、夫妻の娘・舞香、いきつけの居酒屋の人たちなど、自分を見守ってくれる人たちの存在に気付き、失ってしまった娘との絆を取り戻すことを決意する。

## 登場人物

### 主要人物
吉村和真（よしむら かずま）
独学でイラストレーターとなる。親に結婚を反対され、小百合と東京に駆け落ちする。
入籍をして暮らし始めるが、仕事がなかった数年間の生活は小百合のパート勤務に支えられていた。
吉村小百合（よしむら さゆり）
和真の妻。和真の父が経営する養護施設「つちのこの国」にいた。出生後まもなく公園に捨てられていたらしい。
なかなか子どもは授からず、高度不妊治療を繰り返し、42歳で奇跡的に懐妊。和真より9歳上。
和真の誕生日にケーキを買いに行った帰りに崖から落ちて意識不明になってしまう。
吉村ひな（よしむら ひな）
吉村夫妻の娘。3歳。髪が逆立ってヒナ鳥みたいだったため名付けられる。出産時2,000グラムに満たない小さな女の子だった。

### 和真の近隣の人たち
葉山夫妻
和真たちの住むアパート「第1葉山荘」の大家。何かと親身になってくれる。
葉山舞香（はやま まいか）
葉山夫妻の娘。高校生。学校帰りにひなの面倒を見てくれたりする。
5歳の時両親を事故で亡くして地方の養護施設にいた。小6の時養女となっている。
相田愛（あいだ めぐみ）
和真のいきつけの居酒屋「あいあい」の店主。大家の中学の時の教え子だった。面倒見が良い。
阿久津（あくつ）
「あいあい」の常連客。小さな工務店経営。妻を交通事故で亡くしている。和真に何かとアドバイスをしてくれる。

### 児童養護施設「みおの園」
千加子（ちかこ）
保育士。ひなの担当。涙もろい。
城坂（しろさか）
男性保育士。和真と親しい。
笑（えみ）
入園児童。ひなと親しい。母親に虐待され、児童相談所に保護された。
笑の母
キャバ嬢でシングルマザー。面会を始めて1年以上になる。笑を強引に自宅に連れ帰ろうとしてしまう。
大翔（ひろと）、莉菜（りな）
入園児童。ひなと親しい。

### その他
高原夏実（たかはら なつみ）
杉並区児童相談所の相談員。育児に全く関わってこなかった和真に呆れ、厳しく指導する。
東堂（とうどう）
「週刊人間」の編集長。温かみのある和真の絵を評価し、「週刊人間」の表紙に使ってくれる。

## 映画
2023年4月8日に公開された。監督は長編映画初監督となる中田博之、主演は武田航平。

### キャスト
吉村和真
演 - 武田航平
イラストレーター。小百合と一緒に東京に駆け落ちして来ている。
吉村ひな〈3〉
演 - 佐藤恋和
和真と小百合の娘。高度不妊治療により出生。
吉村小百合
演 - 安藤聖 
和真の妻。児童養護施設で育った。買い物の帰りに事故にあって意識不明になってしまう。
千加子
演 - 辻千恵
児童養護施設「みおの園」の保育士。ひなの担当。
佐倉美音
演 - 三戸なつめ
シングルマザー。娘の笑（えみ）を「みおの園」で保護されている。
葉山茂蔵
演 - 三田村賢二 
和真たちの住むアパートの大家。
葉山栄子
演 - 浅茅陽子 
茂蔵の妻。
葉山舞香
演 - 伊礼姫奈 
葉山夫妻の娘。
相田さつき
演 - 柚希礼音 
和真の行きつけの居酒屋「さつき」の店主。
東堂忠宏
演 - 津田寛治 
週刊誌「週刊人間」の編集長。温かみのある和真の絵を評価する。
高原夏海
演 - 松下由樹 
児童相談所の職員。育児放棄していた和真に厳しく接する。
阿久津洋平
演 - 寺脇康文
和真の行きつけの居酒屋「さつき」の常連客。

### スタッフ
- 原作 - 郷田マモラ / 吉田浩 『この小さな手』（佐藤漫画製作所）
- 監督 - 中田博之
- 脚本 - 守口悠介
- 主題歌 - 青木カレン「この小さな手」（Rambling RECORDS）[7]
- 音楽 - Rhythm&Note
- プロデューサー - 松嶋翔
- 撮影 - 根岸憲一
- 照明 - 佐藤仁
- 美術 - 太田喜久男
- サウンドエディター - 西岡正巳
- 衣裳 - 岡本貴子
- メイク - 野尻七衣
- 制作担当 - 梶谷真也
- オフライン編集 - 野澤瞳
- グレーディング・本編 - 宮下蔵
- 制作プロダクション - NeedyGreedy
- 配給 - フルモテルモ
- 製作 -「この小さな手」製作委員会